# Aloe globuligemma
Aloe globuligemma é uma espécie de liliopsida do gênero Aloe, pertencente à família Asphodelaceae.